# رود چونا (ینی‌سئی)
رود چونا (روسی: Чуна) یک رودخانه در سرزمین کراسنویارسک کشور روسیه است.